# Mikołaj Prus-Więckowski

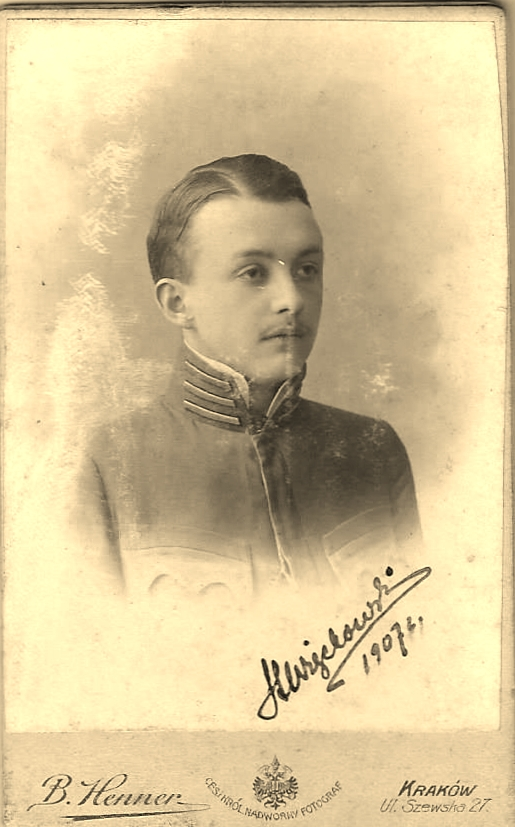
Mikołaj Prus-Więckowski w 1907 roku

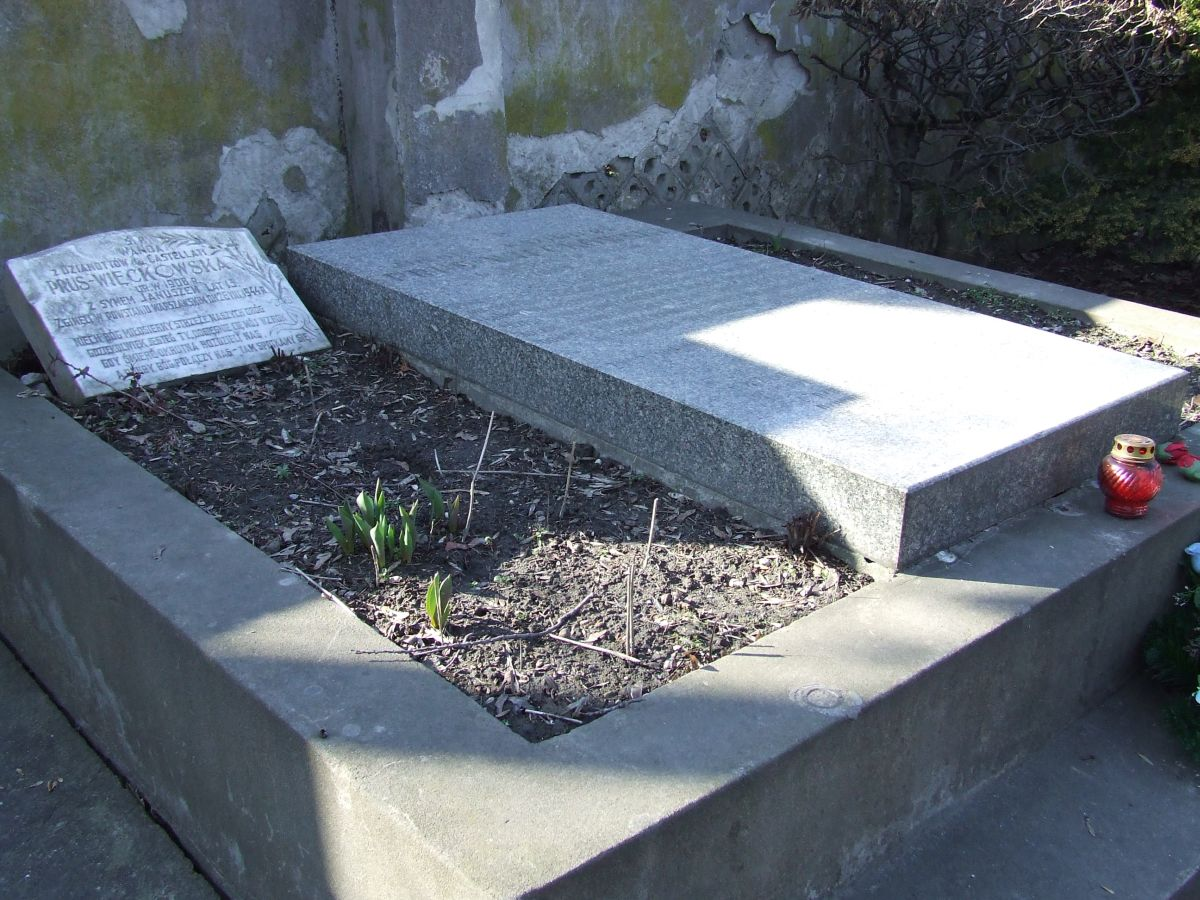
Grób rodziny Prusów-Więckowskich

Mikołaj Kazimierz Prus-Więckowski (ur. 6 grudnia?/18 grudnia 1889 w Starokonstantynowie na Podolu, zm. 20 stycznia 1961 w Michałowicach k. Warszawy) – polski inżynier, oficer Armii Imperium Rosyjskiego, generał dywizji Wojska Polskiego.

## Życiorys
Ukończył Korpus Kadetów i Oficerską Szkołę Artylerii w Petersburgu. Od 1910 oficer carskiej artylerii. Podczas I wojny światowej walczył na froncie austriackim. Po rewolucji 1917 studiował na Wydziale Budowy Maszyn Politechniki w Kijowie.
W 1918 rozpoczął służbę jako ułan 3 pułku ułanów. W latach 1919–1920 dowódca baterii w 1 dywizjonie artylerii konnej, dowódca szwadronu 22 pułku ułanów na froncie bolszewickim. W latach 1923–1924 był instruktorem jazdy konnej w Centralnej Szkole Kawalerii w Grudziądzu. W maju 1924 został przeniesiony z korpusu oficerów artylerii (6 dak) do korpusu oficerów jazdy (22 puł) z pozostawieniem na zajmowanym stanowisku w CSK w Grudziądzu. W grudniu tego roku został przydzielony z CSK do 22 puł. W lutym 1927 został przesunięty w 22 puł ze stanowiska kwatermistrza na stanowisko pełniącego obowiązki zastępcy dowódcy pułku. Z dniem 25 kwietnia 1929 został przeniesiony służbowo do Obozu Szkolnego Kawalerii w Grudziądzu, w charakterze słuchacza trzymiesięcznego kursu doszkolenia sztabowych oficerów kawalerii. W marcu 1929 został przeniesiony do 4 pułku strzelców konnych w Płocku na stanowisko dowódcy pułku. Uczestnik kampanii wrześniowej 1939, walczył jako zastępca dowódcy Mazowieckiej Brygady Kawalerii. Przeszedł jej szlak bojowy od granicy pruskiej po południową Lubelszczyznę.
Po kampanii wrześniowej ukrywał się i pracował jako robotnik rolny w Lubelskiem, nie służył w armii podziemnej. 12 sierpnia 1944 przyjęty został do Wojska Polskiego i wyznaczony na stanowisko zastępcy do spraw liniowych, a od października tego roku dowódcy 7 Dywizji Piechoty. W składzie 2 Armii WP odbył kampanię 1945. Później dowódca 1 Dywizji Kawalerii. W latach 1945–1948 dowódca Okręgu Wojskowego Nr V w Krakowie. Był przewodniczącym Wojewódzkiego Komitetu Bezpieczeństwa w Krakowie. 28 marca 1947 uczestniczył w inspekcji wojskowej w Bieszczadach, podczas której śmierć poniósł generał Karol Świerczewski. Uczestnik akcji „Wisła”.
W okresie od lipca 1948 do 3 marca 1951 był attaché wojskowym przy Ambasadzie RP Moskwie, a potem dyrektorem Biura Wojskowego w Ministerstwie Rolnictwa. 20 stycznia 1955 r. przeniesiony został w stan spoczynku. Osiadł w Michałowicach, gdzie zmarł.
Jego żona (od 1929) Wanda z domu Dzianott de Castellati (ur. 1908) i ich syn Janusz (ur. 1931) zginęli w powstaniu warszawskim, zamordowani przez Niemców podczas rzezi Woli. Ich grób znajduje się na Cmentarzu Powstańców Warszawy. Drugi syn Bogusz (ur. 1935) przeżył wojnę.

## Awanse
- rotmistrz – 1920
- major – 1920, zweryfikowany w 1922 ze starszeństwem z dniem 1 czerwca 1919 (w 1924 zajmował 46. lokatę w korpusie oficerów zawodowych kawalerii)
- podpułkownik – 23 stycznia 1928 ze starszeństwem z dniem 1 stycznia 1928 i 6. lokatą w korpusie oficerów zawodowych kawalerii
- pułkownik – 10 grudnia 1931 ze starszeństwem z dniem 1 stycznia 1932 i 3. lokatą w korpusie oficerów zawodowych kawalerii
- generał brygady – 24 maja 1945
- generał dywizji – lipiec 1946

## Ordery i odznaczenia
- Krzyż Złoty Orderu Virtuti Militari (1945)
- Krzyż Srebrny Orderu Wojskowego Virtuti Militari nr 3270 (1922)[10]
- Krzyż Komandorski Orderu Odrodzenia Polski (1957)
- Order Krzyża Grunwaldu III klasy (21 lipca 1946)[11]
- Krzyż Kawalerski Orderu Odrodzenia Polski
- Krzyż Walecznych (1920)
- Złoty Krzyż Zasługi (10 listopada 1928)[12]
- Srebrny Medal „Siły Zbrojne w Służbie Ojczyzny” (1954)
- Medal Pamiątkowy za Wojnę 1918–1921[13]
- Medal Dziesięciolecia Odzyskanej Niepodległości[13]
- Państwowa Odznaka Sportowa[13]
- Odznaka pamiątkowa 4 Pułku Strzelców Konnych Ziemi Łęczyckiej[14]
- Szabla św. Jerzego (Imperium Rosyjskie) (1917)